# 赫瓦利博加
48°36′39″N 25°17′42″E / 48.61083°N 25.29500°E
赫瓦利博加（烏克蘭語：Хвалибога），是烏克蘭的村落，位於該國西部伊萬諾-弗蘭科夫斯克州，由科洛梅亚区負責管轄，面積7.48平方公里，2001年人口332，人口密度每平方公里44.4人。